# Bolxetroitskoie
Bolxetroitskoie - Большетроицкое (rus) - és un poble de l'óblast de Bélgorod, a Rússia. El 2010 tenia 2.250 habitants. Pertany al districte (raion) de Xebékino.